# Coupure (straat in Brugge)

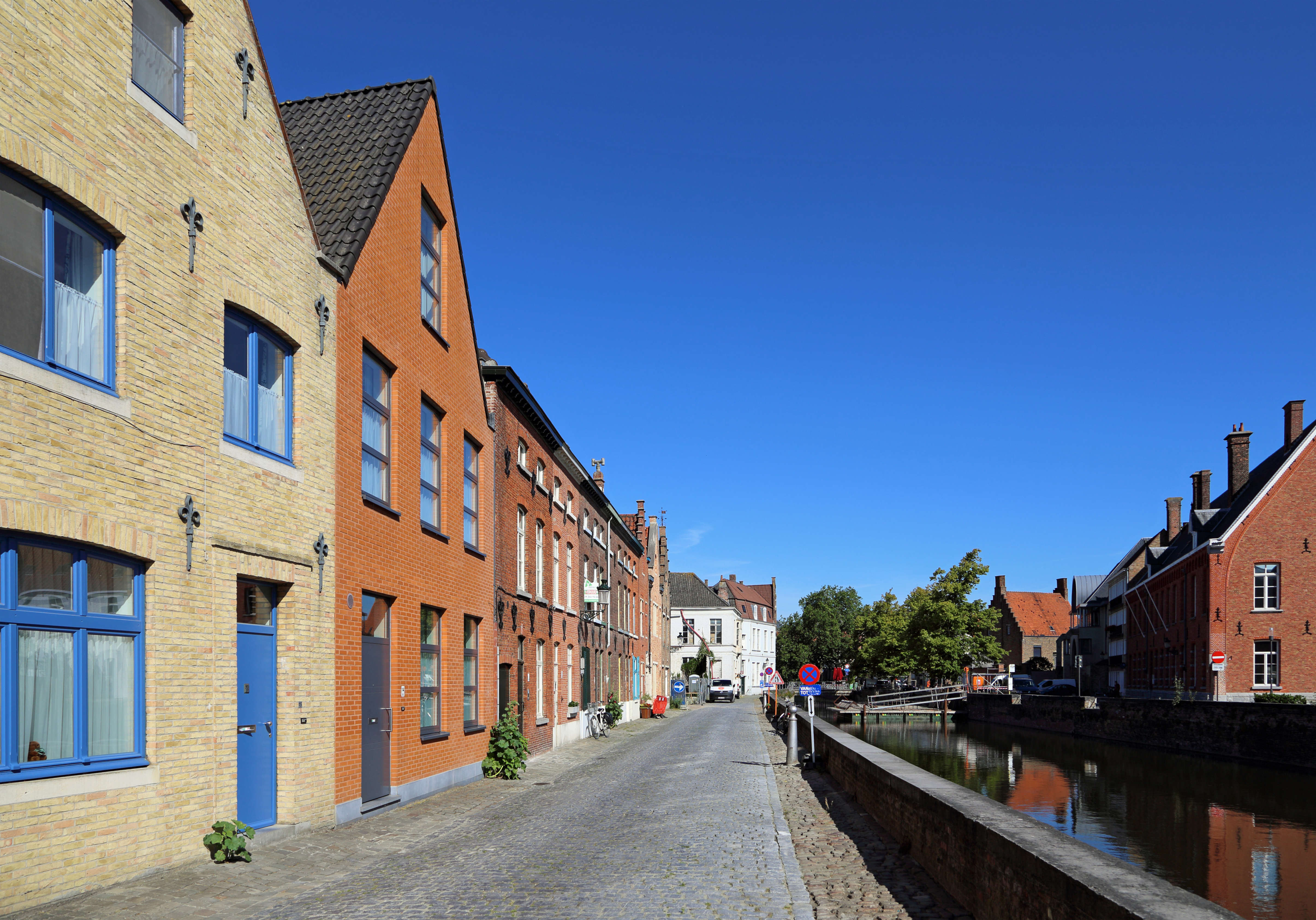
Coupure (straat)

De Coupure is een straat in Brugge.

## Beschrijving
Toen in 1751-1753 de gracht of het kanaal werd gegraven die de buitenvaart verbond met de binnengrachten, en die de naam Coupure kreeg, kwamen twee straten tot stand langs weerszijden van de nieuwe waterloop.
De eerste, langs de noordkant werd de Predikherenrei genoemd, vanwege zijn nabijheid met het klooster van de predikheren. De zuidkant werd gewoon de Coupurerei. Geen Coupure-rechts en Coupure-links zoals in Gent.
In de Franse tijd was het Coupurerei, in 1850 bleef het Coupure Rey - Quai de la Coupure, in 1935 besliste het stadsbestuur dat het Coupure werd. Het belet niet dat Coupurerei als adresnaam verder gebruikt werd door de in de straat wonende personen of gevestigde ondernemingen. Veel Bruggelingen zijn Coupurerei blijven zeggen, vooral dan in het dialect.
De Coupure(rei), als straat, loopt van de Boninvest naar de Predikherenstraat.

## Bekende bewoners
- Jules Fonteyne, kunstenaar (woonde er van 1951 tot aan zijn overlijden in 1964)
- Andries Van den Abeele, politicus en publicist